# Präferenzzollsatz
Neben den Regelzollsätzen, die für Einfuhren von Waren aus jedem Drittland gelten, gibt es sogenannte Präferenzzollsätze, die nur unter bestimmten Voraussetzungen gewährt werden. Präferenzzollsätze stellen Vorzugsbehandlungen dar, da der Präferenzzollsatz in der Regel erheblich niedriger ist als der Regelzollsatz.
Präferenzzollsätze basieren auf internationalen Abkommen zwischen Staaten oder Staatenverbänden. So hat z. B. die EG mit einer Reihe von anderen Staaten solche Abkommen, sog. Präferenzabkommen, abgeschlossen. 
Präferenzabkommen werden unterschieden in einseitige und zweiseitige Abkommen. Im Rahmen einseitiger Abkommen gewährt eine Vertragspartei für Einfuhren von Ursprungswaren der anderen Vertragspartei die Vorzugsbehandlung (Einfuhr zum Präferenzzollsatz). Bei zweiseitigen Abkommen gewähren die Vertragsparteien sich jeweils gegenseitig Vorzugsbehandlungen für die Einfuhr von Ursprungswaren. Mit den folgenden Staaten hat die EG zweiseitige Präferenzabkommen abgeschlossen:
EFTA-Staaten (Norwegen, Island, Schweiz und Liechtenstein), verschiedene Länder des Mittelmeerraums (Jordanien, Ägypten, Libanon, Syrien, Algerien, Marokko und Tunesien), Israel und den palästinensischen Gebieten, den Färöer-Inseln, Mazedonien, Ceuta und Melilla, Mexiko, Südafrika und Chile.
Einseitige Vorzugsbehandlungen gewährt die EG für Einfuhren von Ursprungswaren aus verschiedenen Entwicklungsländern, Ländern des pazifischen und karibischen Raums und verschiedenen südamerikanischen Ländern.
Die Einfuhr zum Präferenzzollsatz, der in vielen Fällen 0 % beträgt, wird nur dann gewährt, wenn die eingeführte Ware ein Ursprungserzeugnis im Sinne des jeweiligen Präferenzabkommens ist. Dies ist grundsätzlich dann der Fall, wenn die Ware im Gebiet der jeweiligen Vertragspartei vollständig gewonnen oder hergestellt ist (z. B. in dem Land geborene und gezüchtete Tiere, dort geerntetes Gemüse etc.). Allerdings kann es sich auch um eine präferenzielle Ursprungsware handeln, wenn die Ware in ausreichendem Maße im Gebiet der Vertragspartei be- oder verarbeitet worden ist. In diesem Zusammenhang sehen die Präferenzabkommen für jede Ware bestimmte Bedingungen vor, die zu erfüllen sind, z. B. Herstellen der Waren aus Vormaterialien, deren Wert 40 % des späteren ab-Werk-Preises nicht übersteigt. Das Verfahren, nach dem das Präferenzkennzeichen einer Ware ermittelt wird, bezeichnet man als Präferenzkalkulation. Weiterhin gibt es eine Reihe von Sonderregelungen zum Präferenzursprung.
Der Nachweis des Präferenzursprungs hat grundsätzlich durch entsprechende Dokumente zu erfolgen. Bei den zweiseitigen Präferenzabkommen ist der Nachweis grundsätzlich durch eine sog. Warenverkehrsbescheinigung EUR.1 zu erbringen, die unter Beteiligung der Zollbehörden des Ausfuhrstaates auszustellen und bei der Einfuhr den Zollbehörden des Einfuhrstaates vorzulegen ist. Daneben kann der Präferenzursprung in bestimmten Fällen auch durch eine sog. Ursprungserklärung auf der Rechnung oder einem anderen Handelsdokument nachgewiesen werden. Die Ursprungserklärung muss einem jeweils vorgeschriebenen Wortlaut entsprechen. Bei den einseitigen Präferenzabkommen ist der Präferenzursprung grundsätzlich durch ein Ursprungszeugnis Form A nachzuweisen. 
Zwischen der EG und der Türkei besteht übrigens kein Präferenzabkommen, sondern ein Freihandelsabkommen. Das bedeutet, dass Waren, die sich in der EU oder in der Türkei im zollrechtlich freien Verkehr befunden haben, bei der Einfuhr in die EU oder Türkei jeweils zollfrei sind. Freihandelsabkommen sehen damit eine noch weitergehende Vorzugsbehandlung als Präferenzabkommen vor. Der Nachweis des Freihandelscharakters der jeweiligen Ware ist grundsätzlich durch eine Warenverkehrsbescheinigung A.TR zu erbringen. Freihandelsabkommen bestehen ebenfalls zwischen der EG und Andorra sowie San Marino.

## Präferenznachweise
- Förmliche Präferenznachweise
  - Formblatt A
  - Warenverkehrsbescheinigung (WVB) EUR. 1
  - WVB EUR-MED
  - WVB A.TR

- Vereinfachte Präferenznachweise
  - Ursprungserklärung auf der Rechnung